# Bactrocera bipustulata
Bactrocera bipustulata är en tvåvingeart som beskrevs av Mario Bezzi 1914. Bactrocera bipustulata ingår i släktet Bactrocera och familjen borrflugor. Inga underarter finns listade.